# کیف واندن هوول
کیف واندن هوول (انگلیسی: Kiff VandenHeuvel؛ زادهٔ ۲۴ آوریل ۱۹۷۰) بازیگر، آموزگار و کارگردان اهل ایالات متحده آمریکا است. وی از سال ۱۹۹۸ میلادی تاکنون مشغول فعالیت بوده‌است.